# Iwan Szeriengin
Iwan Grigorjewicz Szeriengin (ros. Иван Григорьевич Шеренгин, ur. 28 maja 1906 w Obwodzie Wojska Dońskiego, zm. w listopadzie 1964 w Rostowie nad Donem) – radziecki działacz partyjny, I sekretarz Północnokazachstańskiego Komitetu Obwodowego Komunistycznej Partii (bolszewików) Kazachstanu (1938-1940).
W latach 1925–1927 przewodniczący rejonowego związku spożywców w Kraju Północnokaukaskim, od 1927 w WKP(b), kierownik wydziału i sekretarz odpowiedzialny rejonowego komitetu Komsomołu. Przez dwa lata (1930-1932) sekretarz komitetu WKP(b) stanicy, w latach 1932-1935 sekretarz komitetu WKP(b) w fabryce konserw im. Mikojana, w latach 1935-1938 partyjny organizator KC WKP(b) w kombinacie konserw im. Gorkiego w Derbencie, w latach 1938-1940 I sekretarz Północno-kazachstańskiego Komitetu Obwodowego KP(b)K w Karagandzie, w latach 1940-1941 zastępca przewodniczącego Kazachstańskiej Rady Przemysłowej. 
W 1941 sekretarz dywizyjnego komitetu WKP(b) 8 Gwardyjskiej Dywizji Strzeleckiej, w latach 1941-1942 komisarz wojskowy 112 Samodzielnej Brygady Strzeleckiej, w latach 1942-1945 zastępca dowódcy 5 Gwardyjskiej Dywizji Strzeleckiej ds. politycznych w stopniu pułkownika, przez rok (1945-1946) szef Wydziału Politycznego Nadbałtyckiego Gwardyjskiego Korpusu Strzeleckiego, w latach 1947-1952 szef Wydziału Politycznego 8 Gwardyjskiej Armii Zmechanizowanej.

## Odznaczenia
- Order Lenina
- Order Czerwonego Sztandaru (trzykrotnie)
- Order Wojny Ojczyźnianej I klasy